# Grand Prix-wegrace der Naties 1961
De Grand Prix-wegrace der Naties 1961 was de negende Grand Prix van het wereldkampioenschap wegrace voor motorfietsen in het seizoen 1961. De races werden verreden op 3 september 1961 op het Autodromo Nazionale di Monza nabij Monza in de Italiaanse regio Lombardije. Alleen de soloklassen kwamen aan de start. De wereldtitel in de 500cc-klasse was al beslist. De 350cc-titel werd hier beslist.

## Algemeen
De Grand Prix des Nations werd gereden voor 25.000 toeschouwers. Ze werd overschaduwd door de dood van Franco Tirri, die viel en aan hoofdletsel bezweek. Dat gebeurde in de nationale 125cc-race, die werd gewonnen door Francesco Villa (Ducati). De nationale 175cc-race werd gewonnen door Alberto Pagani (Aermacchi). MV Agusta sloeg haar slag door Mike Hailwood te voorzien van een 350 4C en een 500 4C.

## 500cc-klasse
Het was goed dat MV Agusta Mike Hailwood had ingehuurd als "tweede rijder". Kopman Gary Hocking kwam ten val en Hailwood had niet veel tijd nodig om aan de tot "MV Privat" omgedoopte machine te wennen. Hij reed het hele veld op een of meer ronden. Alistair King werd tweede en Paddy Driver kwam voor het eerst op het podium.
| Pos | Coureur            | Merk      | Tijd      | Punten |
| --- | ------------------ | --------- | --------- | ------ |
| 1   | Mike Hailwood      | MV Privat | 1:05"14'0 | 8      |
| 2   | Alistair King      | Norton    | +1 ronde  | 6      |
| 3   | Paddy Driver       | Norton    | +1 ronde  | 4      |
| 4   | Alberto Pagani     | Norton    | +1 ronde  | 3      |
| 5   | Bert Schneider     | Norton    | +2 ronden | 2      |
| 6   | Jack Findlay       | Norton    | +2 ronden | 1      |
| 7   | Karl Hoppe         | Norton    | +2 ronden |        |
| 8   | Hans-Günter Jäger  | BMW       | +3 ronden |        |
| 9   | Rudolf Gläser      | Norton    | +3 ronden |        |
| 10  | Roberto Vigorito   | Norton    | +3 ronden |        |
| 11  | Ernst Hiller       | Matchless | +5 ronden |        |
| 12  | Benedetto Zambotti | Gilera    | +5 ronden |        |
| 13  | Emanuele Maugliani | Gilera    | +5 ronden |        |
| 14  | Alfonz Breznik     | Gilera    | +8 ronden |        |

| Coureur               | Merk      | Oorzaak    |
| --------------------- | --------- | ---------- |
| Jacques Insermini     | Norton    |            |
| Frank Perris          | Norton    |            |
| John Hartle           | Norton    | Mechanisch |
| Artemio Cirelli       | Gilera    |            |
| Gianfranco Domeniconi | Norton    |            |
| Giuseppe Mantelli     | Gilera    |            |
| Renzo Rossi           | Gilera    |            |
| Vasco Loro            | Norton    | Mechanisch |
| Hugh Anderson         | Norton    |            |
| Gary Hocking          | MV Privat | Val        |

| Coureur              | Merk      | Oorzaak   |
| -------------------- | --------- | --------- |
| Eduardo Salatino     | Norton    |           |
| Jorge Kissling       | Matchless |           |
| Juan Carlos Salatino | Norton    |           |
| Juan Perkins         | Norton    |           |
| Ron Miles (†)        | Norton    | Overleden |
| Tom Phillis          | Norton    |           |
| Mike Duff            | Matchless |           |
| Fritz Messerli       | Matchless |           |
| Gyula Marsovszky     | Norton    |           |
| Roland Föll          | Matchless |           |
| Lothar John          | BMW       |           |
| Anssi Resko          | Norton    |           |
| Antoine Paba         | Norton    |           |
| Bob McIntyre         | Norton    |           |
| John Farnsworth      | Norton    |           |
| Peter Chatterton     | Norton    |           |
| Phil Read            | Norton    |           |
| Ron Langston         | Matchless |           |
| Tom Thorp            | Norton    |           |
| Tony Godfrey         | Norton    |           |
| Peter Pawson         | Norton    |           |
| Horacio Costa        | Norton    |           |

### Top tien tussenstand 500cc-klasse
(Punten (tussen haakjes) zijn inclusief streepresultaten)
| Pos | Coureur                       | Merk                  | Ptn     |
| --- | ----------------------------- | --------------------- | ------- |
| 1   | Gary Hocking (wereldkampioen) | MV Agusta / MV Privat | 40 (48) |
| 2   | Mike Hailwood                 | Norton / MV Privat    | 34 (49) |
| 3   | Bob McIntyre                  | Norton                | 14      |
| 4   | Alistair King                 | Norton                | 13      |
| 5   | Frank Perris                  | Norton                | 8       |
| 6   | Ron Langston                  | Matchless             | 7       |
| 7   | Bert Schneider                | Norton                | 6       |
| 8   | Paddy Driver                  | Norton                | 5       |
| 9   | Hans-Günter Jäger             | BMW                   | 4       |
| 9   | Antoine Paba                  | Norton                | 4       |
| 9   | Tom Phillis                   | Norton                | 4       |

## 350cc-klasse
František Šťastný had alleen nog een theoretische kans op de wereldtitel, maar die werd de grond in geboord toen hij uitviel. Daardoor was Gary Hocking zeker van de titel. Hocking won de race ook, vijf seconden voor zijn nieuwe teamgenoot Mike Hailwood. Gustav Havel nam de honneurs voor Jawa waar en werd derde.
| Pos | Coureur          | Merk      | Tijd     | Punten |
| --- | ---------------- | --------- | -------- | ------ |
| 1   | Gary Hocking     | MV Privat | 51"17'8  | 8      |
| 2   | Mike Hailwood    | MV Privat | +5'1     | 6      |
| 3   | Gustav Havel     | Jawa      | +1"49'0  | 4      |
| 4   | Alan Shepherd    | Bianchi   | +1 ronde | 3      |
| 5   | Silvio Grassetti | Benelli   | +1 ronde | 2      |
| 6   | Hugh Anderson    | AJS       |          | 1      |

| Coureur           | Merk     | Oorzaak    |
| ----------------- | -------- | ---------- |
| František Šťastný | Jawa     |            |
| Alistair King     | Bianchi  | Ontsteking |
| John Hartle       | Norton   |            |
| Alfredo Milani    | Onbekend |            |
| Ernesto Brambilla | Bianchi  | Ontsteking |
| Paddy Driver      | Bianchi  |            |

| Coureur          | Merk   | Oorzaak   |
| ---------------- | ------ | --------- |
| Ralph Rensen (†) | Norton | Overleden |

| Coureur         | Merk    |
| --------------- | ------- |
| Bert Schneider  | Norton  |
| Rudi Thalhammer | Norton  |
| Frank Perris    | Norton  |
| Mike Duff       | AJS     |
| Hans Pesl       | Norton  |
| Bob McIntyre    | Bianchi |
| Derek Minter    | Norton  |
| Phil Read       | Norton  |
| Ron Langston    | AJS     |
| Tommy Robb      | AJS     |

### Top tien tussenstand 350cc-klasse
(Punten (tussen haakjes) zijn inclusief streepresultaten)
| Pos | Coureur                       | Merk                  | Ptn     |
| --- | ----------------------------- | --------------------- | ------- |
| 1   | Gary Hocking (wereldkampioen) | MV Agusta / MV Privat | 32 (38) |
| 2   | František Šťastný             | Jawa                  | 22 (24) |
| 3   | Phil Read                     | Norton                | 13      |
| 3   | Gustav Havel                  | Jawa                  | 13      |
| 5   | Bob McIntyre                  | Bianchi               | 10      |
| 6   | Ralph Rensen (†)              | Norton                | 7       |
| 7   | Alistair King                 | Bianchi               | 6       |
| 7   | Mike Hailwood                 | AJS / MV Privat       | 6       |
| 9   | Ernesto Brambilla             | Bianchi               | 5       |
| 9   | Alan Shepherd                 | AJS                   | 5       |

## 250cc-klasse
In de 250cc-klasse ontstond een hevig gevecht tussen Jim Redman en Mike Hailwood, dat Redman met slechts 0,2 seconde verschil wist te winnen. Daardoor bleef de strijd om het wereldkampioenschap spannend, hoewel Tom Phillis door zijn derde plaats begon af te haken. Tarquinio Provini, die wegens verplichtingen in het nationale Italiaanse kampioenschap maar weinig WK-races reed, kwam hier wel aan de start en werd met zijn Moto Morini 250 Bialbero vierde.
| Pos | Coureur            | Merk       | Tijd      | Punten |
| --- | ------------------ | ---------- | --------- | ------ |
| 1   | Jim Redman         | Honda      | 41"56'8   | 8      |
| 2   | Mike Hailwood      | Honda      | +0'2      | 6      |
| 3   | Tom Phillis        | Honda      | +26'8     | 4      |
| 4   | Tarquinio Provini  | Morini     | +1"05'6   | 3      |
| 5   | František Šťastný  | Jawa       | +1"57'4   | 2      |
| 6   | Silvio Grassetti   | Benelli    |           | 1      |
| 7   | Teisuke Tanaka     | Honda      | +1 ronde  |        |
| 8   | Bruno Spaggiari    | Benelli    | +1 ronde  |        |
| 9   | Arthur Wheeler     | Moto Guzzi | +2 ronden |        |
| 10  | Alan Shepherd      | MZ         | +2 ronden |        |
| 11  | Michael Schneider  | NSU        | +3 ronden |        |
| 12  | Roberto Patrignani | Morini     | +3 ronden |        |
| 13  | Giovanni Larquier  | Aermacchi  | +4 ronden |        |
| 14  | Giordano Bon       | Benelli    | +5 ronden |        |

| Coureur      | Merk  | Oorzaak |
| ------------ | ----- | ------- |
| John Hartle  | Honda | Val     |
| Bob McIntyre | Honda | Val     |

| Coureur             | Merk                  |
| ------------------- | --------------------- |
| Luigi Taveri        | Honda                 |
| Ernst Degner        | MZ                    |
| Hans Fischer        | MZ                    |
| Werner Musiol       | MZ                    |
| Dan Shorey          | NSU                   |
| Fumio Ito           | Yamaha                |
| Kunimitsu Takahashi | Honda                 |
| Naomi Taniguchi     | Honda                 |
| Sadao Shimazaki     | Honda                 |
| Yoshikazu Sunako    | Yamaha                |
| Gary Hocking        | MV Agusta / MV Privat |

### Top tien tussenstand 250cc-klasse
(Punten (tussen haakjes) zijn inclusief streepresultaten)
| Pos | Coureur             | Merk                  | Ptn     |
| --- | ------------------- | --------------------- | ------- |
| 1   | Mike Hailwood       | Mondial / Honda       | 42 (46) |
| 2   | Jim Redman          | Honda                 | 36 (44) |
| 3   | Tom Phillis         | Honda                 | 33 (36) |
| 4   | Kunimitsu Takahashi | Honda                 | 20      |
| 5   | Bob McIntyre        | Honda                 | 14      |
| 6   | Silvio Grassetti    | Benelli               | 10      |
| 6   | Tarquinio Provini   | Morini                | 10      |
| 8   | Gary Hocking        | MV Agusta / MV Privat | 8       |
| 9   | Alan Shepherd       | MZ                    | 6       |
| 10  | Fumio Ito           | Yamaha                | 4       |
| 10  | František Šťastný   | Jawa                  | 4       |

## 125cc-klasse
Opnieuw bleven de Honda-coureurs elkaar punten afsnoepen. In Italië brak het ontbreken van stalorders Tom Phillis op. Hij finishte vlak achter zijn teamgenoten Teisuke Tanaka en Luigi Taveri en verloor daardoor de leiding in de WK-stand aan Ernst Degner (MZ).
| Pos | Coureur               | Merk    | Tijd      | Punten |
| --- | --------------------- | ------- | --------- | ------ |
| 1   | Ernst Degner          | MZ      | 39"04'0   | 8      |
| 2   | Teisuke Tanaka        | Honda   | +8'1      | 6      |
| 3   | Luigi Taveri          | Honda   | +9'5      | 4      |
| 4   | Tom Phillis           | Honda   | +9'6      | 3      |
| 5   | Jim Redman            | Honda   | +16'5     | 2      |
| 6   | Rex Avery             | EMC     | +34'7     | 1      |
| 7   | Walter Brehme         | MZ      | +1"12'7   |        |
| 8   | Alan Shepherd         | MZ      | +1"12'9   |        |
| 9   | Frank Perris          | EMC     | +1"13'0   |        |
| 10  | Jan Huberts           | Honda   | +1"14'2   |        |
| 11  | Gianemilio Marchesani | Mondial | +1 ronde  |        |
| 12  | Gilberto Milani       | Paton   | +2 ronden |        |
| 13  | Bert Schneider        | Rumi    | +2 ronden |        |
| 14  | Vittorio Zito         | Ducati  | +2 ronden |        |
| 15  | Roberto Patrignani    | Ducati  | +2 ronden |        |
| 16  | Santarelli            | Ducati  | +2 ronden |        |
| 17  | Han Leenheer          | Ducati  | +3 ronden |        |

| Coureur          | Merk     | Oorzaak      |
| ---------------- | -------- | ------------ |
| Peter Eser       | Onbekend | Val          |
| Paolo Campanelli | Onbekend | Val          |
| Franco Latini    | Ducati   | Val          |
| Alistair King    | Onbekend | Kettingbreuk |

| Coureur          | Merk    | Oorzaak   |
| ---------------- | ------- | --------- |
| Ralph Rensen (†) | Bultaco | Overleden |

| Coureur             | Merk        |
| ------------------- | ----------- |
| Héctor Pochettino   | Bultaco     |
| Hans Fischer        | MZ          |
| Werner Musiol       | MZ          |
| Ricardo Quintanilla | Bultaco     |
| Mike Hailwood       | EMC / Honda |
| Phil Read           | EMC         |
| John Grace          | Bultaco     |
| László Szabó        | MZ          |
| Kunimitsu Takahashi | Honda       |
| Naomi Taniguchi     | Honda       |
| Sadao Shimazaki     | Honda       |
| Ulf Svensson        | Ducati      |

### Top tien tussenstand 125cc-klasse
(Punten (tussen haakjes) zijn inclusief streepresultaten)
| Pos | Coureur             | Merk        | Ptn     |
| --- | ------------------- | ----------- | ------- |
| 1   | Ernst Degner        | MZ          | 42 (45) |
| 2   | Tom Phillis         | Honda       | 40 (47) |
| 3   | Jim Redman          | Honda       | 23 (27) |
| 3   | Luigi Taveri        | Honda       | 23      |
| 5   | Mike Hailwood       | EMC / Honda | 16      |
| 6   | Kunimitsu Takahashi | Honda       | 14      |
| 7   | Alan Shepherd       | MZ          | 12      |
| 8   | Walter Brehme       | MZ          | 7       |
| 9   | Teisuke Tanaka      | Honda       | 6       |
| 10  | Hans Fischer        | MZ          | 3       |
| 10  | Phil Read           | EMC         | 3       |
| 10  | László Szabó        | MZ          | 3       |

1922 · 1923 · 1924 · 1925 · 1926 · 1927 · 1928 · 1929 · 1930 · 1931 · 1932 · 1933 · 1934 · 1935 · 1936 · 1937 · 1938 · 1939 · 1947 · 1948 · 1949 · 1950 · 1951 · 1952 · 1953 · 1954 · 1955 · 1956 · 1957 · 1958 · 1959 · 1960 · 1961 · 1962 · 1963 · 1964 · 1965 · 1966 · 1967 · 1968 · 1969 · 1970 · 1971 · 1972 · 1973 · 1974 · 1975 · 1976 · 1977 · 1978 · 1979 · 1980 · 1981 · 1982 · 1983 · 1984 · 1985 · 1986 · 1987 · 1988 · 1989 · 1990